# Dave Murray (Skirennläufer)
Dave Murray (* 5. September 1953 in Vancouver; † 23. Oktober 1990 ebenda) war ein kanadischer Skirennläufer. Er war auf Abfahrten spezialisiert, fuhr aber auch Riesenslaloms. In den 1970er Jahren bildete er zusammen mit Jim Hunter, Dave Irwin, Steve Podborski und Ken Read das Quintett der so genannten Crazy Canucks.

## Biografie
Murray gehörte ab 1971 der kanadischen Nationalmannschaft an. Im Weltcup verpasste er zunächst während mehreren Jahren die Punkteränge, konnte aber trotzdem an den Weltmeisterschaften 1974 teilnehmen; in St. Moritz überraschte er dann mit dem achten Platz in der Abfahrt. Die ersten Weltcuppunkte holte er im Februar 1975 in Megève als Sechster der Kombination.
In der Folge etablierte sich Murray im Mittelfeld. Seine besten Ergebnisse im Weltcup sind zwei zweite Plätze, erzielt am 11. Februar 1978 in Les Houches und am 10. Dezember 1978 in Schladming. Die Saison 1978/79 beendete er als Zehnter der Abfahrtswertung, ebenfalls 1979 wurde er zum Sportler des Jahres der Provinz British Columbia gewählt. Nach dem elften Platz bei den Weltmeisterschaften 1982 in Schladming erklärte er seinen Rücktritt vom Spitzensport.
Murray lebte in Whistler, wo er als Skilehrer arbeitete und im Sommer Trainingslager veranstaltete. Außerdem war er Werberepräsentant für verschiedene Unternehmen der Skisportbranche. Im Alter von 37 Jahren starb er an Hautkrebs. Seine Ehefrau Stephanie Sloan war Freestyle-Skierin und gewann 1979 die Weltcup-Gesamtwertung, seine 1988 geborene Tochter Julia Murray ist eine erfolgreiche Athletin in der Freestyle-Disziplin Skicross. Nach Dave Murray ist die Piste in Whistler benannt, auf der während der Olympischen Winterspiele 2010 die alpinen Skirennen der Männer stattfanden.

## Erfolge

### Olympische Spiele
- Innsbruck 1976: 18. Abfahrt
- Lake Placid 1980: 10. Abfahrt

### Weltmeisterschaften
- St. Moritz 1974: 8. Abfahrt
- Schladming 1982: 11. Abfahrt

### Weltcup
- Saison 1978/79: 10. Abfahrtswertung
- 3 Podestplätze, weitere 11 Platzierungen unter den besten zehn

### Sonstiges
- 1 kanadischer Meistertitel (Kombination 1979)